# Larentia erasta
Larentia erasta är en fjärilsart som beskrevs av Turner 1939. Larentia erasta ingår i släktet Larentia och familjen mätare. Inga underarter finns listade i Catalogue of Life.